# Día de la Mancomunidad

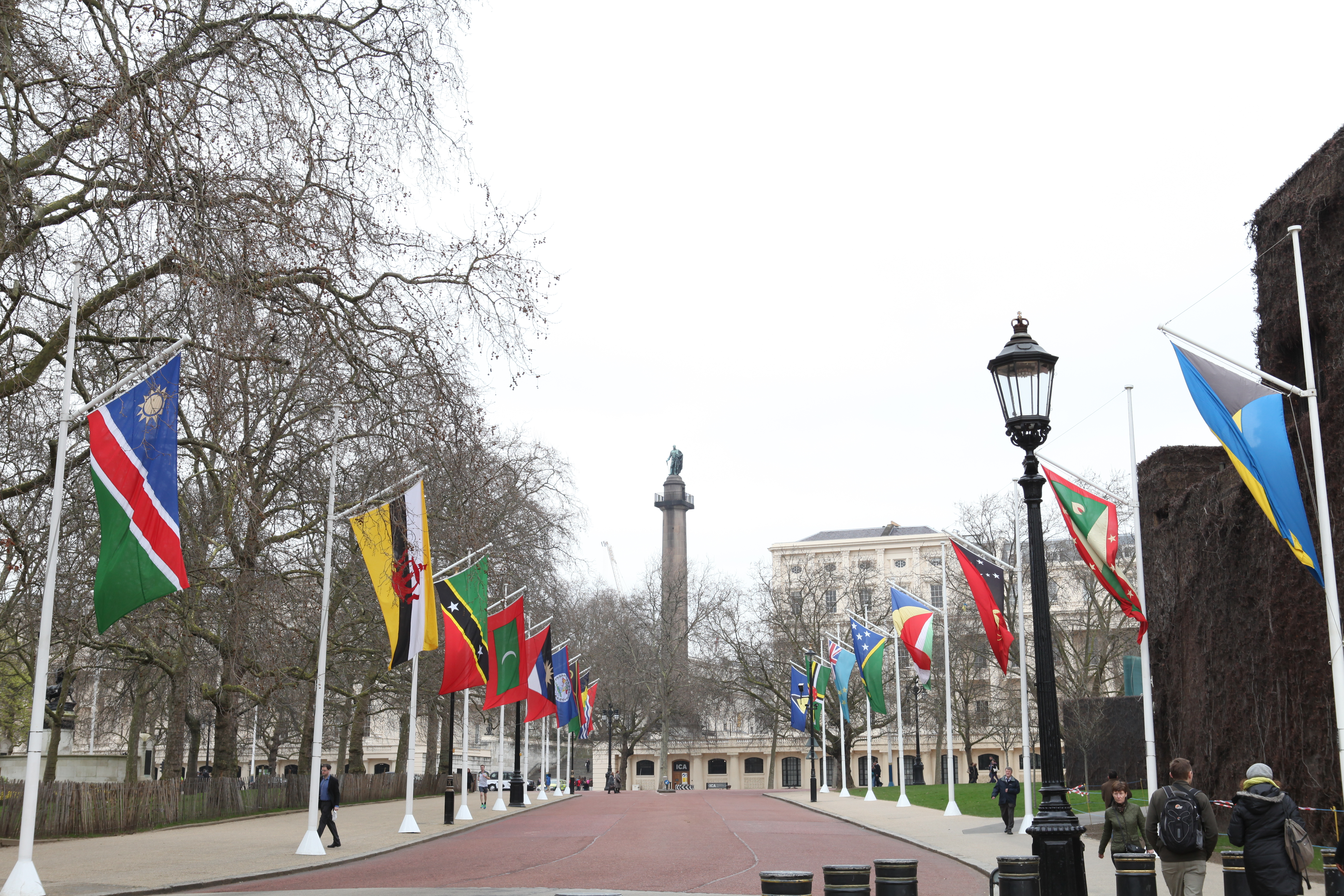
Banderas de los países miembros de la Mancomunidad de Naciones desplegadas en Londres durante el Día de la Mancomunidad de 2014.

El Día de la Mancomunidad (en inglés: Commonwealth Day), anteriormente conocido como Día del Imperio (en inglés: Empire Day), es la celebración anual de la Mancomunidad de Naciones (en inglés: Commonwealth of Nations) celebrada el segundo lunes de marzo. Está marcado por un servicio multirreligioso en la Abadía de Westminster, al que normalmente asistía la reina Isabel II como jefa de la Mancomunidad junto con el secretario general de la Mancomunidad y los altos comisionados de la misma en Londres. La reina pronunciaba un discurso a la Mancomunidad, que se transmitía a todo el mundo.
El Día de la Mancomunidad es un día festivo en algunas partes de la Mancomunidad de Naciones, pero no actualmente en el Reino Unido.

## Historia

La Asunción de la Reina Victoria, grabado de 1901

El primer Día del Imperio tuvo lugar el 24 de mayo de 1902, celebrado antes de 1901 como el cumpleaños de la reina Victoria, que murió el 22 de enero de 1901. Fue instituido en el Reino Unido en 1905 por Lord Meath, y se extendió por todos los países de la Mancomunidad. El Día del Imperio fue definido en su momento como un "símbolo de esa unidad de sentimiento (...) a esos ideales de libertad, justicia y tolerancia por los cuales el Imperio Británico [se mantuvo] en todo el mundo".
El Día del Imperio se convirtió en un evento importante, que incluía, entre otras cosas, desfiles escolares y la BBC. En 1925, 90.000 personas asistieron a un servicio de acción de gracias del Día del Imperio celebrado en el Estadio de Wembley como parte de la Exposición del Imperio Británico.
La idea de un día que "les recordaría a los niños que formaban parte del Imperio británico, y que podrían pensar con otros en tierras al otro lado del mar, lo que significaba ser hijos e hijas de un imperio tan glorioso" y que les informó que "la fuerza del Imperio dependía de ellos, y nunca deben olvidarlo" fue concebida en 1897. En 1898, la canadiense Clementina Trenholme introdujo un Día del Imperio en las escuelas de la provincia de Ontario, en el último día escolar antes del 24 de mayo, cumpleaños de la Reina Victoria. El Día del Imperio o Día de la Victoria se celebró en la Colonia del Cabo antes de la segunda guerra bóer y posteriormente en toda la Unión Sudafricana.
La Liga del Imperio Británico (una sociedad patriótica británica) jugó un papel decisivo en la promoción del Día del Imperio como una fiesta patriótica. El Día del Imperio atravesó los límites de clase, y después de la Primera Guerra Mundial conservó "potencia hegemónica al amalgamar las tradiciones emergentes de la sombría conmemoración en el repertorio de la fiesta imperial".
En 1958, Harold Macmillan (primer ministro británico) anunció en el Parlamento el cambio de nombre del Día del Imperio como el Día de la Mancomunidad.
Siguiendo una propuesta de 1973 de la Royal Commonwealth Society, la Secretaría de la Mancomunidad seleccionó el segundo lunes de marzo como la fecha en la que se observa el Día de la Mancomunidad en todos los países de la Mancomunidad de Naciones.

## Observancia

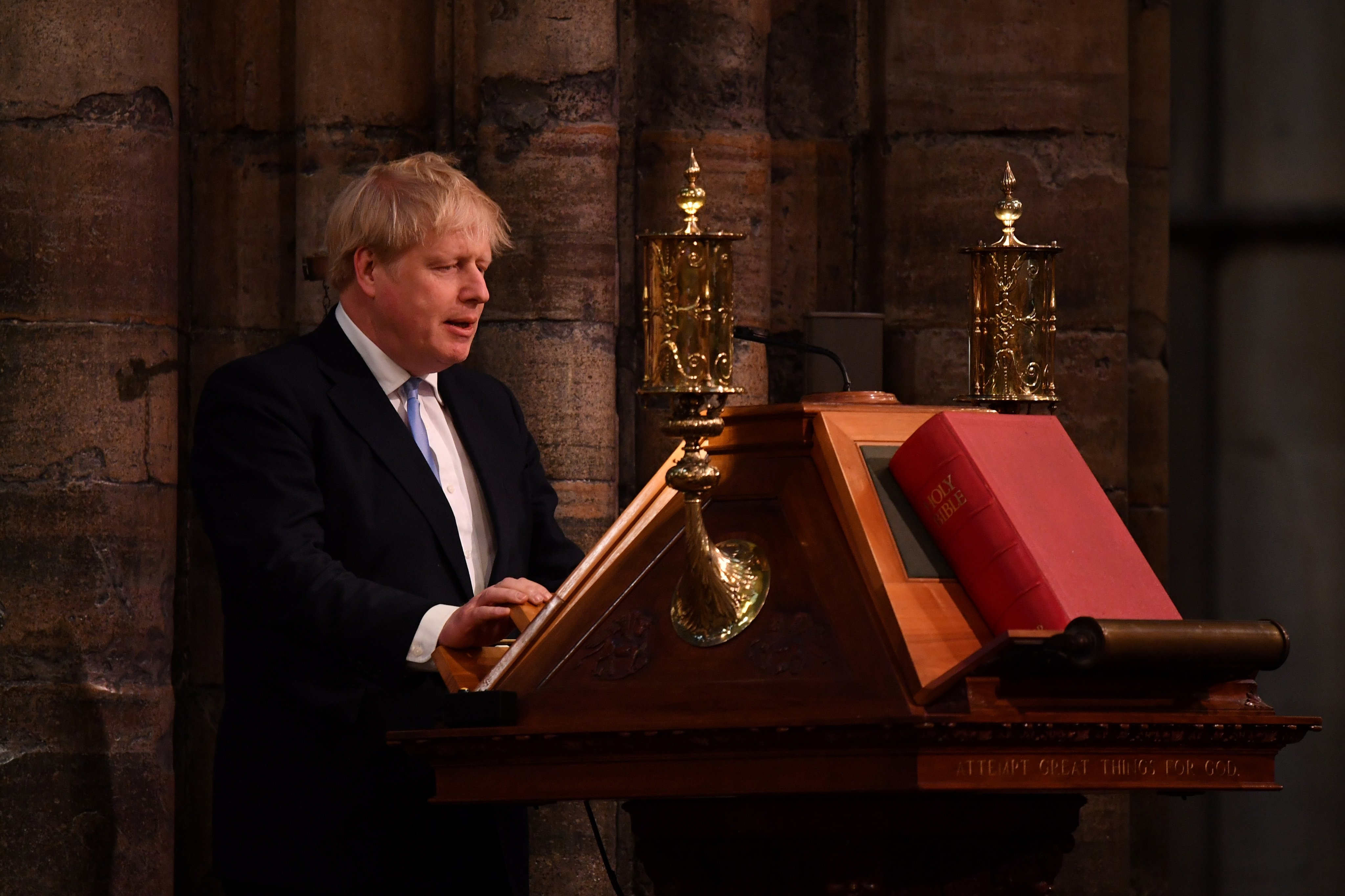
Hoy, en el Día de la Mancomunidad, me complace celebrar una de las familias de naciones más grandes del mundo: la Mancomunidad. Una alianza de 54 países que abarca todo el globo y crea un vínculo duradero entre nuestros pueblos." – Primer Ministro @BorisJohnson

El Día de la Commonwealth no es una fiesta legal sino un día de observancia por aproximadamente 1000 millones de personas de sus vínculos comunes y la contribución de la Mancomunidad de Naciones a la creación de un ambiente global armonioso.
En el Reino Unido, la bandera nacional es izada en edificios públicos el segundo lunes de marzo para conmemorar el Día de la Commonwealth. Además, el Edificio del Parlamento Escocés iza la bandera de la Commonwealth. La Reina y otros miembros de la familia real asistían a un servicio especial en la Abadía de Westminster.
Aunque el Día de la Commonwealth no se celebra como festivo en Australia, varios días festivos regionales coinciden con este día: el Día de Canberra en el Territorio de la Capital Australiana, el Día del Trabajo en Victoria, el Día de la Copa Adelaida en Australia Meridional y el Día de Ocho horas en Tasmania. En 2006, la reina Isabel II pronunció su discurso del Día de la Commonwealth en la Catedral de San Andrés en Sídney como parte de la preparación de los Juegos de la Commonwealth de 2006 en Melbourne.
En Canadá, cuando hay dos astas de bandera disponibles, la bandera británica se iza junto con la bandera nacional canadiense desde el amanecer hasta el ocaso en edificios federales, aeropuertos, bases militares y otros establecimientos para marcar el día de la Commonwealth. Las resoluciones parlamentarias de 1964 que crearon la actual bandera nacional conservaron simultáneamente la bandera británica como un símbolo oficial de la membresía de Canadá en la Commonwealth y la lealtad a la Corona.
En Belice y Bahamas, entre otros lugares, el Día de la Commonwealth está marcado oficialmente en las escuelas con programas especiales y asambleas que incluyen ceremonias de izamiento de banderas. El mensaje del Día de la Commonwealth de la Reina a menudo se lee en tales eventos.
Antes de 1997, el Día de la Commonwealth era una fiesta escolar en Hong Kong.